# Göran Carlström
Göran Sven Anders Karl Svensson Carlström, född den 5 december 1923 i Jönköping, död den 9 mars 1995 i Visby, var en svensk ämbetsman.
Carlström avlade studentexamen i Skellefteå 1943 och juris kandidatexamen vid Uppsala universitet 1950. Han blev länsnotarie i Göteborgs och Bohus län 1958, tillförordnad länsassessor där 1962, ordinarie länsassessor 1963, förste länsassessor vid länsstyrelsen i Gotlands län 1965 samt länsråd och chef för skatteavdelningen där 1971. Carlström fick 1987 regeringens förordnande som länsskattechef vid Länsskattemyndigheten i Gotlands län. Han vilar i sin familjegrav på Kikås kyrkogård i Mölndal.